# Дональд Рамсфелд
Дональд Генрі Рамсфелд (англ. Donald Henry Rumsfeld; 9 липня 1932, Еванстон, Іллінойс — 29 червня 2021, Таос, Нью-Мексико) — американський політичний діяч, республіканець, міністр оборони США в 1975—1977 роках (адміністрація Джеральда Форда) і в 2001—2006 роках (адміністрація Джорджа Буша-молодшого).
У 1970-х роках був наймолодшим, а після повторного призначення став найстаршим міністром оборони в історії США. 1983 року відвідав Ірак, де зустрівся з Саддамом Хусейном для обговорення допомоги США в іракській агресії проти Ірану. Загалом обіймав посаду міністрів оборони найдовше, крім Роберта Мак-Намари. Під час другого терміну був прихильником і основним виконавцем плану війни в Іраку. Відправлений у відставку 8 листопада 2006 після поразки республіканців на виборах до Конгресу 2006 року; його наступником Буш призначив Роберта Гейтса. Ці зміни затвердив Сенат США, і 18 грудня 2006 Гейтс офіційно змінив Рамсфелда на посаді. Разом із Полом Вулфовіцем належав до провідних неоконсерваторів США.
Лауреат нагороди «Хранитель вогню» Центру політики безпеки США (1998).

## Біографія

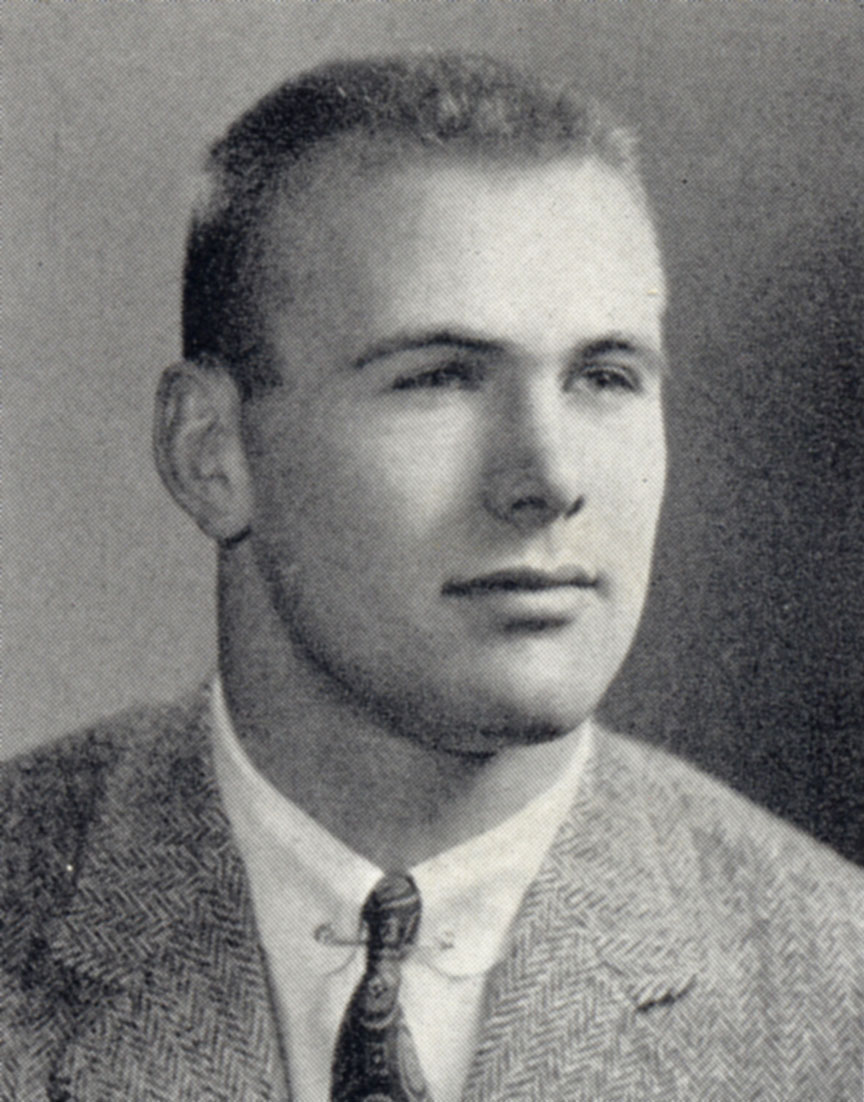
Фото Рамсфельда 1954 р. з щорічника портретів Принстона, де він грав у футбол і займався боротьбою

Після закінчення 1954 року Принстонського університету, у 1954—1957 рр. служив у військово-морській авіації США, демобілізувався в ранзі молодшого лейтенанта.
1958 р. — вступив на державну службу і почав політичну кар'єру — був адміністративним помічником конгресмена від штату Огайо Девіда Деннісона.
1959 р. — адміністративний помічник конгресмена Роберта Гріффіна від штату Мічиган.
1960-62 рр. — працював у чиказькій інвестиційній фірмі Бекер енд компані.
1962—1968 рр. — входив до складу Палати представників Конгресу США від 13-го округу штату Іллінойс. Користувався підтримкою Республіканської партії.
1969 р. — помічник президента Річарда Ніксона в ранзі члена кабінету, очолив Управління економічних можливостей.
1970—1972 рр. — радник президента та директора Програми економічної стабілізації, керівник урядової Ради з питань вартості життя. Під кінець президентства Ніксона Рамсфельд, незадовго до вотергейтського скандалу, став представником США в Організації Північноатлантичного договору (НАТО) в Брюсселі.
1972—1974 р. — незмінний представник США в Раді НАТО (Брюссель, Бельгія), працював у Комітеті оборонного планування і Групі ядерного планування НАТО.
1974 р. — у серпні 1974 року був керівником процесу формування майбутньої адміністрації президента Форда, очолював перехідну команду Джеральда Форда, потім апарат співробітників Білого дому, разом з тим був членом урядових Рад з проблем міст, у справах сільських районів, з внутрішніх справ.
1975—1977 рр. — перебував на посаді міністра оборони США в адміністрації президента Джеральда Форда.
1977—1985 рр. — працював у фармацевтичній компанії Сирл енд компані (Searle & Co). На посаді керівника компанії-виробника Searle & Co наполіг на схваленні препарата-підсолоджувача аспартам американським Агентством з продуктів і медикаментів (FDA).
1983 рік — особливий радник Комісії з стратегічним силам в адміністрації Президента Рональда Рейгана.
1983—1984 рр. — особливий агент президента США на Близькому Сході.
1984 р. — член консультативного комітету Агентства з контролю над озброєннями та роззброєння.
1985—2000 рр. — займався приватним бізнесом, очолював низку великих компаній, входив до рад директорів, а крім того, до опікунської ради Ренд корпорейшн, що виконує замовлення оборонних відомств і розвідувальних служб. У 1990—1993 рр. — голова та керівний директор «Дженерал інструмент корпорейшн» (General Instrument Corporation), яка стала піонером у розробці повністю цифрової технології телебачення високої чіткості (HDTV). 2000 року він був головою ради директорів компанії Gilead Sciences, Inc, головою Комісії США з питань управління та організації національної програми освоєння космічного простору та Консультативної групи керівництва Конгресу з питань національної безпеки.
1996—1998 рр. — очолював спеціальну комісію з вивчення можливостей низки країн у розробці балістичних ракет в адміністрації президента Білла Клінтона. Комісія представила звіт, який поклали в основу концепції НПРО (Національна система протиракетної оборони США).
2000 р. — консультант Джорджа Буша щодо НПРО в ході президентської виборчої компанії.
2001 р. — призначений міністром оборони США.
1 березня 2005 р. дві правозахисні організації США Американський союз громадянських свобод і Human Rights First подали в суд на главу Пентагону Дональда Рамсфелда, звинувативши його в особистій причетності до тортур і знущань американських військових над ув'язненими і військовополоненими в Іраку і Афганістані. Позов проти Рамсфелда подали у його рідному штаті Іллінойс від імені восьми осіб, які постраждали, перебуваючи в американських військових в'язницях в Іраку і Афганістані, де їх піддали тортурам, сексуальним наругам, залякуванням і побиттям.
8 листопада 2006 — президент США Джордж Буш оголосив про відставку міністра оборони Дональда Рамсфельда.
Дональд Рамсфельд змінив багато професій. Він був послом, державним службовцям, конгресменом, бізнесменом, але Рамсфельд ще й поет. Він любив декламувати свої вірші під час офіційних брифінгів, як кажуть очевидці, здебільшого тоді, коли прямо відповісти на питання було неможливо.
Дональд Рамсфельд був одружений з 1954 року з Джойс (Joyce). Мав трьох дітей і шестеро онуків.

## Цитати
- «Існують невідомі невідомості» (англ. There are unknown unknowns) — крилатий вислів, що походить із відповіді про відсутність доказів про постачання Іраком зброї масового знищення до терористичних угруповань.
- «Мілтон Фрідман — живе втілення істини, згідно з якою „ідеї мають наслідки“» (Дональд Рамсфелд, травень 2002 року).